# Chakib Benmoussa

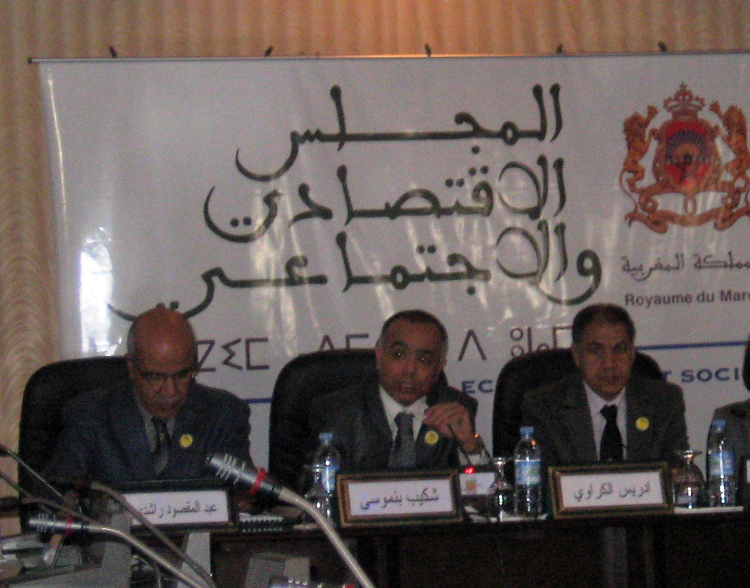
Chakib Benmoussa (Mitte)

Chakib Benmoussa (arabisch شكيب بنموسى, DMG Šakīb Binmūsā; * 1958 in Fès, Marokko) war Innenminister Marokkos.

## Biografie
Chakib Benmoussa besitzt ein Ingenieurdiplom der École polytechnique von Paris (1979) und der École Nationale des Ponts et Chaussées von Paris (1981) und ein DESS des ISCAE und einen "Master of Science" des Massachusetts Institute of Technology (MIT). 
Chakib Benmoussa ist verheiratet und Vater zweier Kinder.

## Eingenommene Funktionen
Chakib Benmoussa hat verschiedene Funktionen eingenommen. 
Von 1981 bis 1983 war er wissenschaftlicher Mitarbeiter des Flüssigkeitendynamiklabors (MIT). 
Chakib Benmoussa ist seit 2000 Mitglied des Exekutivkomitees der Groupe ONA.
Am 11. Dezember 2002 schließlich, ist er zum Wali, Generalsekretär des Innenministeriums ernannt worden. Dann wurde er durch eine Regierungsumbildung als Nachfolger Mostapha Sahels Innenminister.